# Adolf Feurig
Adolf Feurig, eigentlich Johann Adolph Albert Friedrich, (* 19. Juli 1830; † 30. April 1890 in Schöneberg) war ein deutscher Kommunalpolitiker und der erste Bürgermeister der Gemeinde Schöneberg.

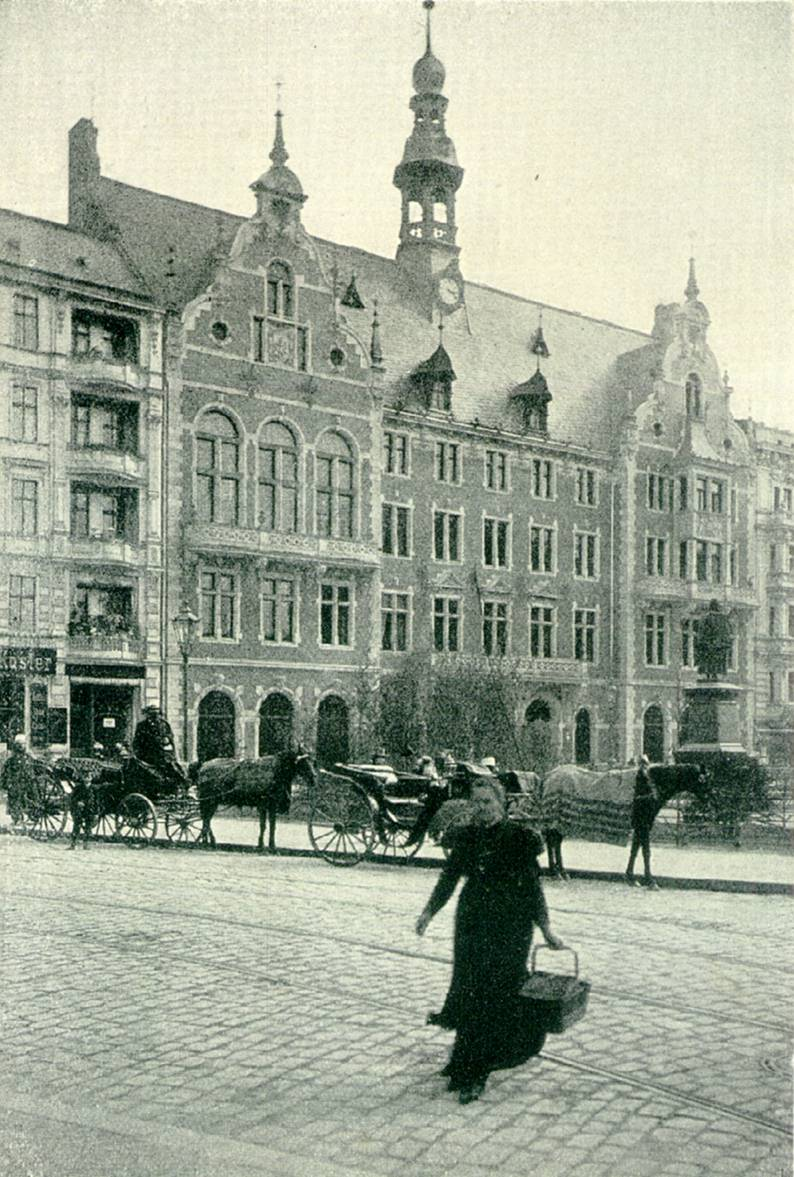
Feurigs Dienstsitz im ehemaligen Rathaus Schöneberg am damaligen Kaiser-Wilhelm-Platz, um 1895

## Leben
Adolf Feurig wurde 1830 geboren. 1874 ließ er das erste Rathaus der Gemeinde Schöneberg an der damaligen Bahnstraße (heute: Crellestraße) errichten. Im selben Jahr sorgte er als Gemeindevorsteher für einen Zusammenschluss der beiden Dörfer Schöneberg und Neu-Schöneberg.
Sein Aufgabengebiet als Gemeindevorsteher umfasste die Leitung des Amtsbezirks, dem auch Wilmersdorf und Friedenau angehörten. Unter seinem Vorsitz fand 1875 die erste Wahl der Gemeindeverordneten Friedenaus statt. 
Am 1. April 1890 trat er in den Ruhestand.

## Ehrungen

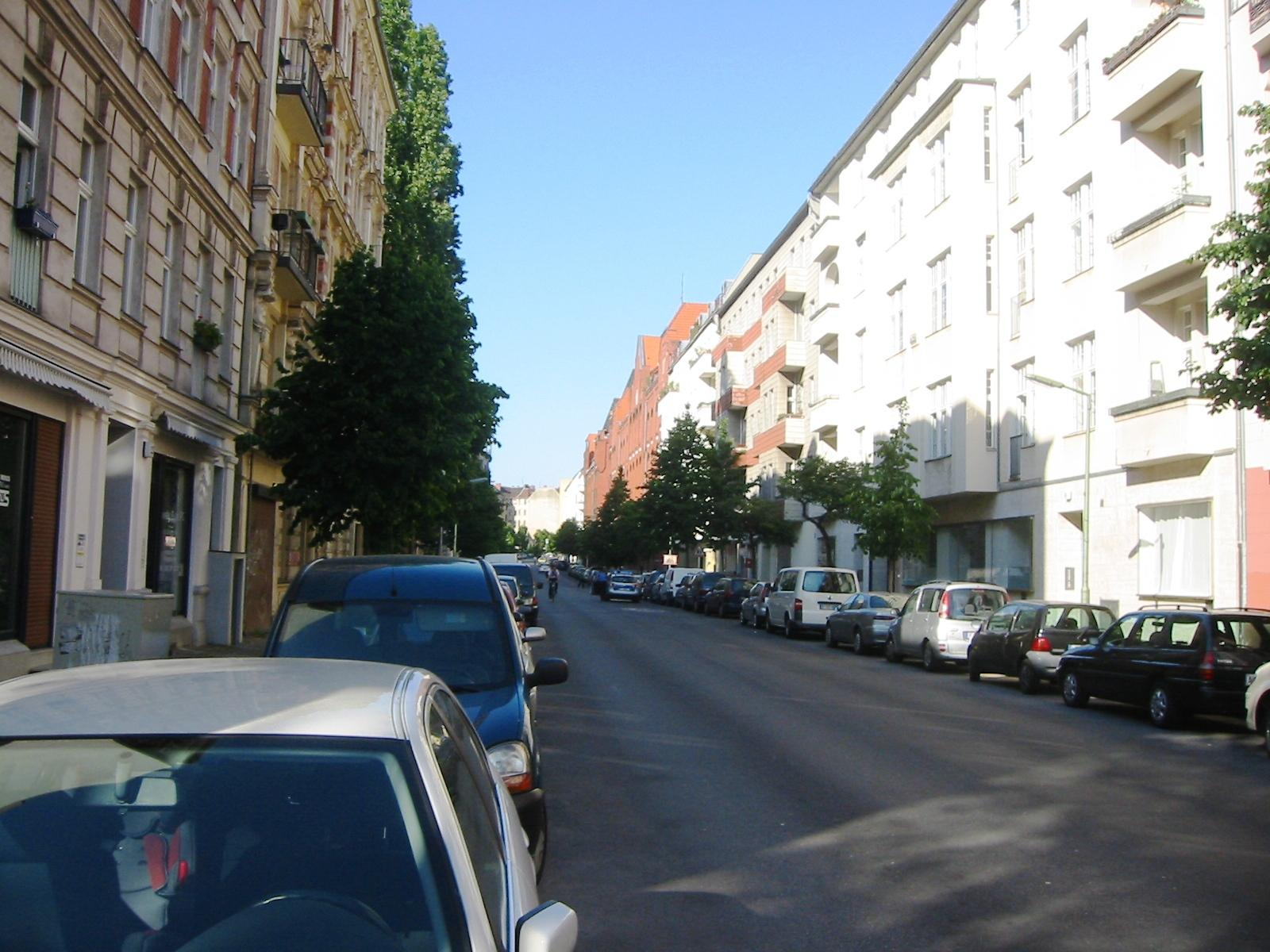
Die Feurigstraße in Berlin-Schöneberg

- Feurig erhielt ein Ehrengrab auf dem evangelischen Friedhof Alt-Schöneberg
- Nach ihm wurde die Feurigstraße in Berlin-Schöneberg benannt.[2]